# Kobe Van Herwegen
Kobe Van Herwegen (Edegem, 11 juni 1984) is een Vlaams acteur, presentator, musicalacteur, stemacteur en goochelaar.

## Biografie
Van Herwegen studeerde af als regieassistent aan het RITS te Brussel en werd vooral bekend door zijn rol van David Vercauteren in de Ketnet-serie Spring. Dezelfde periode was hij ook als goochelaar tussen de Ketnet-programma's door te zien, hetgeen hem zijn eigen goochelprogramma AbraKOdabra opleverde en ook het programma De Magische 4 op VT4.
Vanaf november 2006 ging Van Herwegen als wrapper (presentator) aan de slag bij de jongerenzender Ketnet. Na vijf jaar stopte hij hiermee door op 6 februari 2011 zijn laatste presentaties te doen. Niet enkel was hij een van de gezichten van deze zender, hij was er ook presentator van diverse programma's, zoals De Pretroulette, Zo is er maar één - De cup en De boer op.
Na zijn periode bij Ketnet ging hij bij Studio 100 als creative aan de slag. Toch bleef hij ook op het scherm te zien: als reporter bij Vlaanderen Vakantieland of in 2011 als deelnemer voor 2BE aan een celebrity-editie van de Vlaams-Nederlandse Expeditie Robinson op de Filipijnen.
Datzelfde jaar was hij ook te zien in het eerste seizoen van Ghost Rockers, waarvan in 2015 een tweede reeks uitkwam. Datzelfde jaar speelde hij ook in de jeugdreeks De zoon van Artan en te Antwerpen in het internationale theaterstuk War Horse. Op freelancebasis is Van Herwegen achter de schermen regisseur en scenarist, terwijl hij voor het grote publiek vooral als goochelaar, presentator en acteur bekend is. Op 9 juni 2016 werd bekend dat hij de rol van Pumbaa zou gaan vertolken in de musical The Lion King in Nederland. In het najaar van 2017 nam Van Herwegen de rol van Sebastiaan voor zijn rekening in de Vlaamse versie van The Little Mermaid. Inmiddels stond hij ook in 40-45, Spamalot en Aladdin.
Ook in het vierde en laatste seizoen van Ghost Rockers (2017) nam hij zijn rol als Pieter Verlinden op, deze keer maar met één oog. Daarnaast is zijn stem te horen in menig film en animatiereeks.

## Goochelen
Sinds de vondst van een oude goocheldoos op zolder is Van Herwegen gefascineerd door het goochelen. Dit leverde onder andere de reeks AbraKOdabra op, waarin hij niet enkel de hoofdrollen voor zijn rekening nam, maar ook het concept uitdacht en de scenario's schreef. Van dezelfde reeks verschenen een goocheldoos, een boek en een theatertournee van drie jaar door België en Nederland.
Naast het programma De Magische 4 voor VT4 waarin Van Herwegen twee seizoenen met zijn magische kunsten bv's verraste, is hij ook Magic Consultant voor diverse tv- en theaterproducties.
Tevens is Van Herwegen gefascineerd door de geschiedenis van de Belgische goochelkunst, waarover hij boeken en artikels schrijft, zoals Chapeau de geheime goochelgeschiedenis van België, dat hij samen met zijn vader schreef. Het boek werd voorgesteld op de gelijknamige tentoonstelling in Het Huis van Alijn te Gent. Deze expositie wist in zes maanden een aantal van 24.000 bezoekers te ontvangen. In de zomer van 2015 reisde hij af naar Amerika om daar onderzoek te voeren voor zijn tweede boek. Het resulteerde in het boek 'meisje met de feeënvingers' dat ook in Amerika op de markt kwam onder de naam 'Lady with the fairy fingers'. Het boek vertelt het waargebeurde verhaal van de Belgische vrouwelijke goochelaar Suzy Wandas.
Als goochelhistoricus schrijft Van Herwegen artikels, brengt hij voordrachten en organiseert hij seminaries over dit onderwerp.

### Goochelenprogramma's
- De Goochelkniebel (2002 - 2006) - Ketnet
- De Magische 4 (2002 - 2006) - VT4
- AbraKOdabra (2002 - 2006) - Ketnet

### Goochelboeken
- Kobe Van Herwegen (januari 2009). AbraKOdabra goochelboek. Studio 100, pp. 208. ISBN 9789059163829.
- Kobe Van Herwegen, Christ van Herwegen (juni 2014). Chapeau, de geheime goochelgeschiedenis van België. Manteau, pp. 208. ISBN 9789002254826.
- Kobe Van Herwegen, Christ Van Herwegen (2019). Meisje met de feeënvingers, Het magische verhaal van Suzy Wandas. Pelckmans uitgevers, pp. 240. ISBN 9789461319418.
- Kobe Van Herwegen, Christ Van Herwegen (2020). de Koninklijke Vlaamse Goochelaars van België, pp. 225.
- (en) Kobe Van Herwegen, Christ Van Herwegen (2020). Suzy Wandas, the lady with the fairy fingers. Squash Publishing, pp. 195. ISBN 9780989231749.

## Filmografie

### Presentatie
- Wrapper (2006 -2010) - Ketnet
- Doe De Wrap (2007) - Ketnet
- Junior Eurosong (2007, 2008) – één
- Zo is er maar één - De cup (2008, 2009) – Ketnet
- De Pretroulette (2008, 2009) – Ketnet
- Vlaanderen Vakantieland (2009) – één
- De Dansbende (2010) – Ketnet
- Ketnetpop (2010) – Ketnet
- Ketnet Maakt Een Film (2010) – Ketnet
- De boer op (2010) – Ketnet
- Studio 100 Band zoekt Stem (2010) – Studio 100 TV

### Televisie / film
- Spring (2003-2007) - David Vercauteren - Studio 100
- Plop en de kabouterbaby (2009) - kabouterjongleur - Studio 100
- Mega Mindy (2009) - Jacky Boy - Studio 100
- Lang Leve... (2013) - Danny Verbiest - VTM
- Ghost Rockers (2014-2016, 2017) - Pieter Verlinden - Studio 100
- Flin & Flo (2014, 2015, 2016) - Flin - Studio 100
- De zoon van Artan (2015) - Ingmar -  Ketnet
- H.I.T. (2017)
- Kosmoo (2018) - Hans - Studio 100
- Fair Trade (2021) - Jan Verbruggen - VTM
- Lisa (2021) - Kamiel - VTM
- GameKeepers (2024) - Treinconducteur - Ketnet
- Waiko (2024-heden) - Joris - Ketnet

### Theater
- Ketnetshow (2002-2004) – Ketnet
- Ketnetband (2005-2007) – Ketnet
- Belgische Improvisatie Liga (2005-2007) - BIL
- De Grote Sinterklaasshow (2007-2014) - Studio 100
- AbraKOdabra en de duivel in het doosje (2009-2012) - Studio 100
- Goed Geconserveerd (2014) - Garifuna
- War Horse (2015) - Carter - Stage Entertainment
- The Lion King (2016) - Pumbaa - Stage Entertainment
- The Illusionist (2017) - preshow - Music Hall
- The Little Mermaid (2017) - Sebastian - Marmelade
- '40-'45 (2018-2021) - De Weert - Studio 100
- Stuk Ongeluk (2018) - Jonathan - De komedie Compagnie
- Cirqaroma (2018) - goochelaar - De Roma
- Spamalot (2019) - Sir Bedevere - Deep Bridge
- Aladdin (2019) - De geest - Uitgezonderd
- De Scouts Forever (2019) - Thomas Declerck - Sven de Ridder Company
- Pocahontas (2022) - Tee - Uitgezonderd
- 70 jaar Jan (2022) - de komedie Compagnie
- The Sound of Music (2022) - Deep Bridge
- Josphine B. (2022) - Jo Bouillon - Judas TheaterProducties
- Muerto! - Cataldo - The Singing Factory

### Dubbing
- Maja de Bij (2013)
- Wickie de Viking (2013)
- K3 Dierenhotel (2014)
- Plop en de Peppers (2014)
- De Club van Sinterklaas & Geblaf op de Pakjesboot (2016)
- Gaming Show (In My Parents' Garage) (2016)
- Four And A Half Friends (2016)
- Beauty and the Beast (2017)
- Captain Underpants: The First Epic Movie (2017)
- Nils Holgersson (2017)
- The Son of Bigfoot (2017)
- 100% Coco (2017)
- Lego Ninja Go (2017)
- Captain Biceps (2017)
- Coco (2017)
- Paddington 2 (2017)
- Sherlock Gnomes (2018)
- Guust Flater (2018)
- Furiki Wheels (2018)
- The Horn Quarted (2018)
- Endangered Species (2018)
- Smallfoot (2018)
- Raven's Home (2018)
- Soy Luna (2018)
- Robin Hood (2018)
- Wonder Park (2018)
- Mary Poppins Returns (2018)
- Braniacs (2019)
- The Queen's Corgi (2019)
- Waffie, de wonderhond (2019)
- Pokemon: Detective Pikachu (2019)
- The Ollie & Moon show (2019)
- Mr. Magoo (2019)
- Toy Story 4 (2019)
- Sonic the Hedgehog (2019)
- Wickie en het magische zwaard (2019)
- Berry Bees (2020)
- Tractor Otis (2021)
- The Power Rangers (2021)
- Maya en het gouden ei (2021)
- Space Jam: A New Legacy (2021)
- Ninja Express (2021)
- Pan Tau (2021)
- Sonic the Hedgehog 2 (2022)
- Le petit Nicolas, tous en vacances (2022)
- De Spierketier (2022)
- Interstellar Ela (2022)
- De Notenkraker en de Toverfluit (2022)

## Trivia
- Van Herwegen is de achterneef van actrice en zangeres Bab Buelens.

Huidig (anno 2025):
Lee Arrendell · Thomas De Smet · Nona 't Jolle · Nidal van Rijn · Emma Vanthielen
Voormalig (1997–2024):
Jelle Cleymans (2002–2007) · Staf Coppens (1999–2004) · Karolien Debecker (2006–2009) · Veerle Deblauwe (2003–2006) · Sam De Bruyn (2009) · Niels Destadsbader (2009–2014) · Ianka Fleerackers (1998–2001) · Tom Gernaey (2006) · Sander Gillis (2012–2023) · An Jordens (1998–2005) · Melvin Klooster (2006–2012) · Heidi Lenaerts (2006–2007) · Friedl' Lesage (1997–1998) · Charlotte Leysen (2011–2019) · Véronique Leysen (2009–2013) · Kristien Maes (2007–2012) · Gloria Monserez (2020-2024) · Sarah Mouhamou (2014-2025) · Leonard Muylle (2012–2018) · Sven Ornelis (1997–1999) · Peter Pype (2004–2012) · Ben Roelants (2009) · Mark Tijsmans (1997–2002) · Héritier Tipo (2022–2024) · Thomas Van Achteren (2015–2022) · Katrien Van Deuren (1998–1999) · Peter Van de Veire (1997–2002) · Steven Van Herreweghe (1997–2002) · Kobe Van Herwegen (2006–2011) · Ilse Van Hoecke (1998–2004) · Gitte Van Hoyweghen (1997–2001) · Britt Van Marsenille (2004–2008) · Sofie Van Moll (2001–2007) · Erika Van Tielen (2003–2006) · Henk Vermeulen (1998–2004) · Aron Wade (1998–2003) · Sien Wynants (2012–2022)